# Cathédrale Saint-Jean-l'Apôtre de Mouila
La cathédrale Saint-Jean-l'Apôtre est une cathédrale catholique située à Mouila, au Gabon, construite à partir de 2005 et consacrée en 2007. Elle est le siège du diocèse de Mouila (en).